# Horné Mýto
Horné Mýto (in ungherese Felsővámos) è un comune della Slovacchia facente parte del distretto di Dunajská Streda, nella regione di Trnava.